# Gilbert (Iowa)
Gilbert és una població dels Estats Units a l'estat d'Iowa. Segons el cens del 2000 tenia 987 habitants.

## Demografia
Segons el cens del 2000, Gilbert tenia 987 habitants, 337 habitatges, i 268 famílies. La densitat de població era de 459,1 habitants/km².
Dels 337 habitatges en un 48,1% hi vivien nens de menys de 18 anys, en un 72,7% hi vivien parelles casades, en un 0% dones solteres, i en un 20,2% no eren unitats familiars. En el 16% dels habitatges hi vivien persones soles el 4,5% de les quals corresponia a persones de 65 anys o més que vivien soles. El nombre mitjà de persones vivint en cada habitatge era de 2,93 i el nombre mitjà de persones que vivien en cada família era de 3,3.
Per edats la població es repartia de la següent manera: un 32,1% tenia menys de 18 anys, un 8,9% entre 18 i 24, un 33,5% entre 25 i 44, un 19% de 45 a 60 i un 6,4% 65 anys o més.
L'edat mediana era de 32 anys. Per cada 100 dones de 18 o més anys hi havia 101,2 homes.
La renda mediana per habitatge era de 56.406 $ i la renda mediana per família de 61.184 $. Els homes tenien una renda mediana de 35.313 $ mentre que les dones 25.083 $. La renda per capita de la població era de 19.741 $. Entorn de l'1,1% de les famílies i el 2,4% de la població estaven per davall del llindar de pobresa.

## Poblacions més properes
El següent diagrama mostra les poblacions més properes.